# فیرلس هیلز (پنسیلوانیا)
فیرلس هیلز (به انگلیسی: Fairless Hills) یک منطقهٔ مسکونی در ایالات متحده آمریکا است که در پنسیلوانیا واقع شده‌است. فیرلس هیلز ۸٬۴۶۶ نفر جمعیت دارد.